# فاروق عبد الوهاب
الدكتور فاروق عبد الوهاب مصطفى (توفي سنة 2013) هو أكاديمي ومترجم مصري كان يقيم ويعمل بالولايات المتحدة الأمريكية. حصل على جائزة بانيبال لترجمة الأدب العربي إلى اللغة الإنجليزية سنة 2007 عن ترجمته لرواية خيري شلبي «وكالة عطية».